# Sugar Sky
Sugar Sky（シュガースカイ）は、声優の佐藤利奈が出した1stフルアルバムである。品番はFCCV-0011。

## 収録曲
1. 永遠のメビウス
  - 作詞・作曲：松本尚樹、編曲：原嘉朗
2. あの空の彼方に～第2章～
  - 作詞・作曲：大石孝次、編曲：原嘉朗
3. STEP
  - 作詞：大石孝次、作曲：松本尚樹、編曲：原嘉朗
4. 金の月 銀の星
  - 作詞：森由里子、作曲・編曲：岡崎雄二郎
  - テレビアニメ『びんちょうタン』キャラクターソング
5. まっ白な気持ち
  - 作詞・作曲：大石孝次、編曲：原嘉朗
  - インターネットラジオ『佐藤利奈のあの空で逢えたら』オープニングテーマ
6. Happiness -Heart Beat-Mix-
  - 作詞：大石孝次、作曲：原朝子、編曲：原嘉朗
7. うたかたの海
  - 作詞：佐藤利奈、作曲：松本尚樹、編曲：原嘉朗
8. Memories of Summer -Sea Side-Mix-
  - 作詞・作曲：大石孝次、編曲：原嘉朗
9. Garden of Heaven
  - 作詞・作曲：大石孝次、編曲：原嘉朗
10. 花暦
  - 作詞：佐藤利奈、作曲：佐藤利奈・大石孝次、編曲：原嘉朗
11. 空の詩 -Acoustic-Mix-
  - 作詞・作曲：佐藤利奈・大石孝次、編曲：原嘉朗
12. Wandering the Sky
  - 作詞・作曲：大石孝次、編曲：原嘉朗